# Ursula Ernst

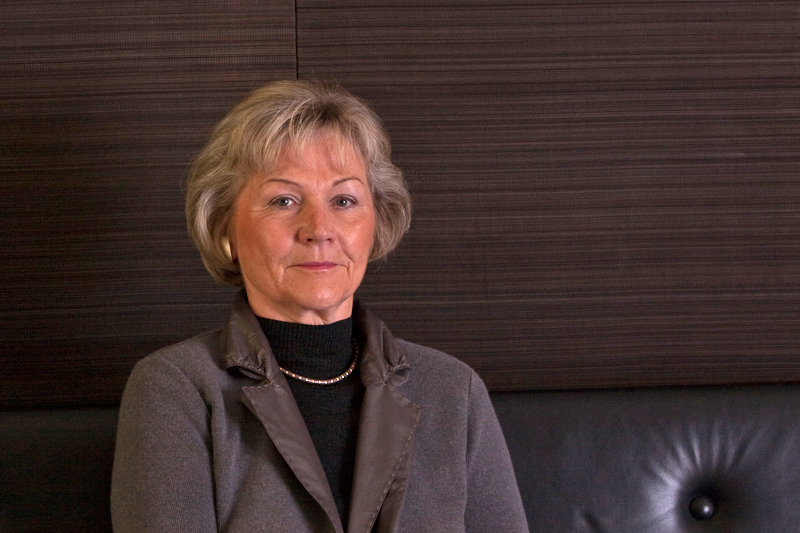
Ursula Ernst

Ursula Ernst (* 18. Dezember 1944 in Algermissen) ist eine deutsche Kommunalpolitikerin (CDU) und niedersächsische Landtagsabgeordnete.

## Ausbildung und Beruf
Nach dem Besuch der Volksschule Algermissen besuchte sie das Gymnasium Marienschule in Hildesheim. Anschließend studierte sie für das Lehramt in Grund- und Hauptschulen an der Pädagogischen Hochschule Alfeld. Bis zu ihrer Wahl in den Landtag war sie als Lehrerin an der Grundschule Borsum tätig.

## Politik
Seit 1975 ist Ernst Mitglied der CDU. Von 1976 bis 1986 war sie Mitglied im Ortsrat Algermissen und von 1981 bis Ende 2019 war sie Ratsfrau der Gemeinde Algermissen, darunter von 1993 bis 2003 als Bürgermeisterin und von 2005 bis 2019 als Ratsvorsitzende. Außerdem gehörte sie seit 1996 dem Kreistag des Landkreises Hildesheim an. Von 1999 bis 2013 gehörte Ernst zudem dem Niedersächsischen Landtag an und war dort im Kultusausschuss vertreten.
Am 30. Mai 2016 verlieh Bundespräsident Joachim Gauck Frau Ernst das Verdienstkreuz am Bande des Verdienstordens der Bundesrepublik Deutschland – besser bekannt als Bundesverdienstkreuz.
Am 27. Januar 2020 erhielt Frau Ernst die höchstmögliche Auszeichnung des Niedersächsischen Städte- und Gemeindebundes (NSGB), die Ehrenmedaille, vom Präsidenten des NSGB, Dr. Marco Trips, überreicht.
Aufgrund des Beschlusses des Rates der Gemeinde Algermissen vom 23. Juni 2020 wurde Frau Ernst das Ehrenbürgerrecht der Gemeinde Algermissen verliehen.